# The CW Television Network
The CW Television Network (coneguda habitualment com a The CW) és una xarxa de televisió gratuïta en anglès nord-americana que opera The CW Network, LLC, una empresa conjunta de responsabilitat limitada entre la unitat CBS Entertainment Group de Paramount Global; i la divisió Studios and Networks de Warner Bros. Discovery, l'empresa matriu de Warner Bros., antiga propietària majoritària de The WB. El nom de la xarxa és una abreviatura derivada de les primeres lletres dels noms de les seves dues empreses matrius (CBS i Warner Media).
The CW Television Network va obrir el 18 de setembre del 2006, després que els seus dos predecessors, UPN i The WB, cessessin les operacions independents respectivament el 15 i 17 de setembre d'aquest mateix any. Les dues primeres nits de programació de CW -els dies 18 i 19 de setembre del 2006- consistien en repeticions i especials relacionats amb el llançament. The CW va marcar la seva data de llançament formal el 20 de setembre de 2006, amb l'estrena de dues hores del setè cicle de America's Next Top Model. Originalment, la programació de la xarxa tenia com a objectiu atreure principalment a dones d'entre 18 i 34 anys, tot i que a partir del 2011 la xarxa va augmentar en programacions atractives per als homes. L'agost de 2017, l'audiència de CW era del 50% masculina i del 50% femenina. La xarxa actualment programa programació set dies a la setmana: emetent-se de dilluns a divendres a la tarda (The CW Daytime) i de diumenges a divendres en horari de màxima audiència, juntament amb un bloc de programació educativa d'acció en directe de dissabte al matí produït per Litton Entertainment anomenat One Magnificent Morning que és el successor del bloc d'animació Vortexx.